# Савинское сельское поселение (Пермский край)
Савинское се́льское поселе́ние — упразднённое муниципальное образование в Пермском районе Пермского края Российской Федерации.
Административный центр — деревня Песьянка.

## География
Все деревни, входящие в состав поселения расположены вдоль шоссе Космонавтов.

## История
Из населённых пунктов, входивших в состав сельского поселения, впервые XVII веке упоминается деревня Ванюки, носившая тогда название Ванюкова, так как её населяли Ванюковы, что отражено документами Никольской церкви, датируемыми 1781 годом.
В документах 1869 года упоминаются деревни Ясыри с населением 131 человек, Крохова (ныне Крохово) с населением 176 человек, Хмели с населением 45 человек, Савина большая при речке Нижняя Мулянка (ныне Большое Савино) с населением 384 человек.
В 1926 году численность Савинского сельского совета составляла 1660 человек.
Савинское сельское поселение образовано в 2004 году. 
В мае 2013 года в Савинское сельское поселение было включено упразднённое Соколовское сельское поселение.
Савинское сельское поселение упразднено в 2022 году в связи с преобразованием Пермского муниципального района со всеми входившими в его состав сельскими поселениями в Пермский муниципальный округ.

## Население
| 1926  | 2010  | 2012  | 2013  | 2014  | 2015  | 2016  |
| ----- | ----- | ----- | ----- | ----- | ----- | ----- |
| 1660  | ↗5409 | ↘5320 | ↘5215 | ↗6748 | ↗6786 | ↘6622 |
| 2017  | 2018  | 2019  | 2020  | 2021  |       |       |
| ↘6580 | ↗6615 | ↗6752 | ↗6950 | ↗7094 |       |       |

## Населённые пункты
В состав сельского поселения входили 8 населённых пунктов.
| № | Населённый пункт | Тип     | Население |
| - | ---------------- | ------- | --------- |
| 1 | Большое Савино   | деревня | ↗675      |
| 2 | Ванюки           | деревня | 886       |
| 3 | Крохово          | деревня | ↗393      |
| 4 | Малое Савино     | деревня | 29        |
| 5 | Песьянка         | деревня | ↘2516     |
| 6 | Сокол            | посёлок | ↘1254     |
| 7 | Хмели            | деревня | ↗252      |
| 8 | Ясыри            | деревня | ↗360      |

## Экономика
Более 50 лет на территории поселения действует Племзавод Савинский.

## Социальные объекты
На территории поселения имеются Савинская средняя общеобразовательная школа, детские сады в Ванюках и Песьянки. В Крохово располагается сельский дом культуры. В Ванюках имеется библиотека.

## Достопримечательности
- памятник археологии Больше-Савинского 2 селища
- Стоянка «Заюрчим» в урочище Красава[3].